# Арапи у Турској
Арапи у Турској или Турски Арапи је назив за арапску етничку мањину на подручју данашње Турске.
Има их око 365.000, углавном на југу Турске.